# Turjaška Rozamunda
Turjaška Rozamunda je literarni lik in hkrati tudi naslov epske pesnitve in romance Franceta Prešerna. Prešernova pesnitev je nastala leta 1831, objavljena pa je bila 12. aprila 1832 v 3. zvezku Krajnske čbelice.

## Vsebina pesmi
Romanca govori o dekletu Rozamunda, ki živi na Turjaškem dvoru in je znana po svoji lepoti, kakršne svet še ni videl. Njen oče vabi snubce, ki bi se z Rozamundo poročili in tako dobi pravega bojevnika zanjo (Ostrovrharja). Vse je že nared za svatbo, ko pevec ob izpraševanju tet pove, da živi v Bosni dekle, ki bi utegnila biti lepša od neveste. Rozamundi te besede niso bile po godu in tako svojemu zaročencu naroči, naj pripelje to »sonce« na grad, da se bo lahko na lastne oči prepričala, da je Bosanka res lepša od nje. Ženin jo uboga, a kaj ko se v Bosni zaljubi v omenjeno Lejlo in se z njo oženi. Zatorej Rozamunda, kot se od mlade, zavrnjene žene v tistem času pričakuje, odide v samostan, kjer častno nadaljuje svoje službovanje kot nuna.

## Izdaje
Turjaška Rozamunda je bila kot slikanica izdana štirikrat:
- 1985 (dvakrat) preko Mladinske knjige; ilustratorka: Kamila Volčanšek,
- 2003 preko Prešernove družbe; ilustratorka: Andreja Peklar,
- 2004 prav tako Prešernova družba; ilustratorka: Andreja Peklar,

Izdana pa je bila tudi v zbirki Poezije:
- V Prešernovi družbi leta: 1965, 1969, 1972, 1974, 1976, 1979, 1982, 1985, 1990, 1995, 2000, 2003 v Ljubljani.
- V Mladinski knjigi leta: 1958, 1968, 1966, 1980, 1982, 1991, 1964, 1974, 1995, 1998, 1999 v Ljubljani.
- V Slovenskem knjižnem zavodu leta: 1946, 1949, 1950, 1951, 1974 v Ljubljani.
- V Državni založbi Slovenije leta: 1949 (ob 100-letnici) in 1965 v Ljubljani.
- V založbi I. Kleinmayr & F. Bamberg leta: 1900, 1921, 1923, 1914, 1901, 1908 v Ljubljani.
- V Cankarjevi založbi leta: 1967, 1963, 1972, 1989, 1959, 1875, 1847, 1982, 1979, 1986, 1993, 1998, 1999, 2002, 2003 v Ljubljani.
- V tujini pa je bila izdana leta: 1951 v Beogradu, 1987 v Moskvi, 1979 spet v Beogradu, 1981 v Novem Sadu in 1987 v Münchnu.